# Acoustica Tour
Acoustica Tour es la décima sexta gira mundial de conciertos de la banda alemana de hard rock y heavy metal Scorpions. Comenzó el 4 de febrero de 2001 en el recinto Coliseu do Porto de Oporto en Portugal y culminó el 19 de septiembre del mismo año en el Estadio de la Paz y la Amistad de Atenas en Grecia. Es el primer tour de la banda donde interpretaron un listado de canciones en acústico, donde se registró y promocionó el álbum en vivo y DVD Acoustica, cuya grabación se realizó en el Convento do Beato de Lisboa durante sus primeras fechas.
A pesar de ser una de las giras más cortas que ha realizado la banda en toda su historia, le permitió tocar por primera vez en varios países como Albania, Estonia, Letonia y Lituania en Europa, y en Filipinas, Tailandia, India e Indonesia en Asia.

## Antecedentes
La gira se inició a principios de febrero en Portugal con una presentación en Oporto y tres en Lisboa. Estas últimas fueron escogidas para grabar el álbum en vivo y en video Acoustica, cuyo show fue registrado entre los días 8 y 10 de febrero en el centenario edificio Convento do Beato de la capital portuguesa. Un mes más tarde dieron una serie de conciertos por Rusia, Estonia, Letonia, Lituania y Ucrania donde tocaron el show sinfónico de Moment of Glory. El 7 de abril en Suiza retomaron el concierto acústico, el cual siguieron tocando por Alemania y Francia e incluso en su primera visita a Albania, realizaron el primer día el acústico y al siguiente el sinfónico. Su primera etapa por Europa culminó el 29 de junio en la ciudad alemana de Travemünde.
El 26 de julio en Seúl dieron inicio a su única visita a Asia, que contempló los primeros conciertos de la banda en Filipinas, Tailandia, India e Indonesia. En esta etapa incluyeron en su show acústico una parte eléctrica donde tocaron algunos de sus éxitos de hard rock y heavy metal. Este mismo listado de canciones se tocó en la segunda y última parte por Europa, donde realizaron nueve conciertos en cinco países. Finalmente, la gira terminó el 19 de septiembre en Atenas, Grecia.

## Lista de canciones
Para esta gira la banda junto al director de orquesta austriaco Christian Kolonovits, arreglaron varios de sus éxitos en rock acústico. Además, escribieron cuatro canciones nuevas; «Life Is Too Short», «Back To You», «I Wanted To Cry» y «When Love Kills Love», y adicional a ello, versionaron los temas «Drive» de The Cars, «Dust in the Wind» de Kansas y «Love of my Life» de Queen. El listado incluyó 21 canciones y fue interpretado con la ayuda de un teclista, un chelista, un percusionista y un trío de coristas. Este setlist solo se tocó durante la primera parte por Europa, específicamente en Portugal, Alemania, Francia, Suiza y en la primera fecha en Albania. 
Por su parte, en los países de Europa Oriental se tocó el mismo listado de canciones de la gira de Moment of Glory. Mientras que en su visita a Asia y en la última sección por Europa agregaron a su show acústico una parte eléctrica, donde interpretaron temas como «Blackout» y «Big City Nights». A continuación el listado de canciones dados en el Convento do Beato de Lisboa y en el Arena de Seúl.
1. «Loving You Sunday Morning»
2. «Is There Anybody There?»
3. «The Zoo»
4. «Always Somewhere»
5. «Life is Too Short»
6. «Holiday»
7. «You and I»
8. «When Love Kills Love»
9. «Tease Me Please Me»
10. «Dust in the Wind»
11. «Send Me an Angel»
12. «Under the Same Sun»
13. «Rhythm of Love»
14. «Back to You»
15. «Catch Your Train»
16. «I Wanted to Cry»
17. «Hurricane 2001»
18. «Wind of Change»
19. «Love of my Life»
20. «Drive»
21. «Still Loving You»

1. «Always Somewhere»
2. «You and I»
3. «Holiday»
4. «When Love Kills Love»
5. «Dust in the Wind»
6. «Rhythm of Love»
7. «Kottak Attack»
8. «Big City Nights»
9. «Blackout»
10. «Still Loving You»
11. «Wind of Change»
12. «Rock You Like a Hurricane»

## Fechas
| Fecha            | País          | Ciudad          | Recinto/Festival                       |
| Europa           | Europa        | Europa          | Europa                                 |
| ---------------- | ------------- | --------------- | -------------------------------------- |
| 4 de febrero     | Portugal      | Oporto          | Coliseu do Porto                       |
| 8 de febrero     | Portugal      | Lisboa          | Convento do Beato                      |
| 9 de febrero     | Portugal      | Lisboa          | Convento do Beato                      |
| 10 de febrero    | Portugal      | Lisboa          | Convento do Beato                      |
| 19 de marzo      | Bielorrusia   | Minsk           | Minsk Arena                            |
| 22 de marzo      | Rusia         | Moscú           | Kremliovskiy Dvorets                   |
| 25 de marzo      | Rusia         | San Petersburgo | Palacio de Hielo                       |
| 28 de marzo      | Estonia       | Tallin          | Linnahall                              |
| 30 de marzo      | Letonia       | Riga            | Kipsala Exhibition Hall                |
| 2 de abril       | Lituania      | Vilna           | desconocido                            |
| 5 de abril       | Ucrania       | Kiev            | Palacio Nacional de las Artes          |
| 7 de abril       | Suiza         | Lauterbrunnen   | SnowpenAir                             |
| 31 de mayo       | Alemania      | Hannover        | Expo Plaza                             |
| 4 de junio       | Albania       | Tirana          | Estadio Qemal Stafa                    |
| 5 de junio       | Albania       | Tirana          | Estadio Qemal Stafa                    |
| 9 de junio       | Alemania      | Meersburg       | Schloßplatz                            |
| 21 de junio      | Francia       | París           | Plaza de la República                  |
| 22 de junio      | Alemania      | Aquisgrán       | Katschhof                              |
| 29 de junio      | Alemania      | Travemünde      | Strand                                 |
| Asia             |               |                 |                                        |
| 26 de julio      | Corea del Sur | Seúl            | Arena                                  |
| 27 de julio      | Corea del Sur | Seúl            | Arena                                  |
| 28 de julio      | Corea del Sur | Busan           | Centro de Convenciones y Exposiciones  |
| 30 de julio      | Singapur      | Singapur        | Suntec Convention Center               |
| 1 de agosto      | Filipinas     | Manila          | desconocido                            |
| 3 de agosto      | Malasia       | Kuala Lumpur    | Stadium Putra Bukit Jalil              |
| 5 de agosto      | Indonesia     | Bandung         | Sabuga Convention Hall                 |
| 7 de agosto      | Tailandia     | Bangkok         | Bangkok Convention Center              |
| 9 de agosto      | India         | Bangalore       | Bangalore Palace                       |
| Europa II        |               |                 |                                        |
| 16 de agosto     | Portugal      | Portimão        | Rock One Festival                      |
| 17 de agosto     | Suiza         | Lütisburg       | Tufertschwil Open Air                  |
| 19 de agosto     | Francia       | Colmar          | Festival de la Foire aux Vins d'Alsace |
| 25 de agosto     | Alemania      | Künzelsau       | Schlosspark                            |
| 31 de agosto     | Alemania      | Gelsenkirchen   | Amphitheater Gelsenkirchen             |
| 1 de septiembre  | Alemania      | Lingen          | Emslandhalle                           |
| 15 de septiembre | Francia       | Magny-Cours     | Circuito de Nevers Magny-Cours         |
| 17 de septiembre | Alemania      | Múnich          | Philharmonie                           |
| 19 de septiembre | Grecia        | Atenas          | Estadio de la Paz y la Amistad         |

## Músicos
| Músicos de la banda - Klaus Meine: voz - Rudolf Schenker: guitarra eléctrica y guitarra acústica de seis y doce cuerdas - Matthias Jabs: guitarra eléctrica y guitarra acústica de seis y doce cuerdas - Ralph Rieckermann: bajo y contrabajo - James Kottak: batería | Músicos invitados - Christian Kolonovits: piano y teclados - Mario Argandoña: percusión - Johan Daansen: guitarra acústica - Ariana Arcu: chelo - Hille Bemelmanns, Liv Van Aelst y Kristel Van Craen: coros |